# Pachinia
Pachinia (ukr. Пахиня) – wieś na Ukrainie, w obwodzie tarnopolskim, w rejonie krzemienieckim.
Znajduje tu się przystanek kolejowy Pachinia, położony na linii Szepetówka – Tarnopol.
Przynależność administracyjna przed 1939 r.: gmina Wyszogródek, powiat krzemieniecki, województwo wołyńskie.